# ジュエルペット ハッピネス
『ジュエルペット ハッピネス』（Jewelpet Happiness）は、日本のテレビアニメ。サンリオとセガトイズによるキャラクター「ジュエルペット」アニメシリーズの第5期として、2013年4月6日から2014年3月29日までテレビ東京系列にて放送された。テレビ東京・テレビ大阪・テレビ愛知では字幕放送を実施。

## 概要
本作では『サンシャイン』以来の学校を舞台にした学園アニメとなり、人間などの他の生物とジュエルペットが心を通わせることによって現れるアイテム「魔法の宝石」を探し求めてジュエルペットがカフェで多くの人間と触れ合う友情物語となっている。作風は、前作や前々作に比べるとハイテンションかつマニアックなギャグは抑えられているが、監督の桜井が得意とする「緩さ」と「シュール」さが色濃く反映された演出、描写が随所に挿入されている。サンシャインとの相違点は、人間と動物は学校で共学しておらず、ペットは学園内のカフェなどで働いているという設定である。前作までのキャラクターも登場し、ジュエルペットの各キャラクター設定も前作を引き継いでいる。
フォーマット上では、前作同様にエンディング直前に1分ほどのCパートが挿入されている。またCパートにおいてはペットが手紙を書くシーンが毎回映し出されており、CMのジュエル便と連動させている。
シリーズ放送5年目の第5作目であり、サンリオとウィーヴおよびスタジオコメット制作作品で4年間放送した前シリーズの『おねがいマイメロディ』シリーズを1年超え、2002年10月からの『ふぉうちゅんドッグす』の第2クール目からの約10年半でローカルセールス枠でシリーズ最長記録を持つシリーズ第2作目の『ジュエルペット てぃんくる☆』以降の同枠の長寿シリーズとなった。

## ストーリー
ジュエルペットと人間が共存する世界、ジュエルランド。その女王様ジュエリーナの単純な思いつきで魔法の宝石を集めることになったルビー、サフィー、ガーネット、ラブラ、エンジェラ、ローサの6匹のジュエルペット。ところがその宝石は、ジュエルペットと人間の絆から生み出されるものだからさあ大変！そこでルビーたちは人間と仲良しになるためにジュエル学園内でジュエルカフェをオープンし、魔法の宝石を集めることに。しかし、宝石はなかなか現れなくて……。

## 登場人物

### ジュエルペット
本作は特定の脚本家をシリーズ構成に置いていないため、脚本家によってキャラクターの設定や個性にバラつきがあり、作中の描写と設定が必ずしも一貫しているわけではない。

#### ジュエルペットカフェ（レギュラー）
ルビー
声 - 齋藤彩夏
宝石を出現させた相手：月影ちあり（3回）
過去4作に引き続き（ジュエルペット側の）主人公。ニホンノウサギの女の子。いつもはパートナーのちありと一緒にいる。前作同様、好奇心旺盛で明るい性格だが、魔法の腕は一作目同様、失敗してドジを踏むようになり周りの迷惑の種になることも。ただし、成功する時もある（16話など）。18話の卓球大会でも魔法は成功したが、器具を壊してしまったため失格になってしまった。
基本ボケだが、場合によってはツッコミに回ることもある（ペリドットに対してなど）。赤い月と会話できる。ちありの恋を応援しており、友達想い。
カフェでの仕事を度々サボってしまうため、ガーネットによく叱られている。ただしやる気が出れば真面目に働く。
第16話によるとサーフィンができる模様。他にもヴァイオリンを弾くことができ、38話のクリスマスライブや48話にて演奏を披露した。
終盤では他の多くの人物がアンハッピネスに洗脳される中、ちありと共に洗脳されずにいた。何度もアンハッピネスに洗脳されかけたちありを何度も救い、ちありが落ち込んでいた時は励ましていた。そして特大の魔法の宝石の力とちありとの合体魔法でアンハッピネスに洗脳されていた人たちを元の状態に戻した。しかしその中で洗脳が解けてなかった真田に捕まってしまい、連れ去られてしまう。
物語が開始する前は月（現在の赤い月）の掃除をしていたが、掃除に飽き月の鏡にしかめっ面の落書きをしたことにより月に顔ができる。このことが赤い月を誕生させる原因となっており、結果的にルビーは赤い月の一連の騒動の元凶と言える。後に「自分で消す」とこのラクガキを消した。
ガーネット
声 - 平野綾
宝石を出現させた相手：月影ちあり、多数
ペルシャ猫の女の子。高飛車でお嬢様気質な性格だが、ナルシストな一面もある。ジュエルペットカフェではまともに働いており、ルビーらの不在時にはガーネット1人、もしくは少人数で店を切り盛りすることも。その働き振りが評価され、ジュエリーナからカフェの店長に任命された。カフェでは主にフロア作業に徹していることが多く、両手、頭、尻尾すべての部位でトレイを持ったり、イカ飯やたこ焼きなどの屋台の料理を高速で作る、トレイから落とした複数のコップを一気にすべてキャッチする、20個以上のパンケーキを一気にひっくり返し全て1つ皿の上に乗せるなど、驚異的な作業能力を発揮したこともある。『サンシャイン』同様、歌が得意である。店長ながらジュエルペットカフェのことを第一に考えており、ラピスの画策で向かいのライバル店にカフェが潰されそうになったときは、カフェを助けるためライバル店からのヘッドハンティングに応じた。
サフィー
声 - ささきのぞみ
宝石を出現させた相手：近衛ねね（2回）、あずさ先生
キャバリア犬の女の子。大人しくて控えめな性格。いつもカフェの経営について真剣に取り組んでいる。『サンシャイン』同様、お化けが苦手で肝試しを参加した際にはたびたび気絶をしていた。魔法の腕前は一作目同様上手であり、人から頼りにされる場面もある。カフェではキッチン作業に徹していることが多く、前作『きら☆デコッ!』のように料理が苦手な描写はない。これまでのシリーズ同様、賢くて知的であり読書が好きであり、読んできた文献の数は計り知れないほど。うんちくを披露することも多々ある。赤い月が撒き散らすアンハッピネスに対抗するハッピネスショットを開発するなど発明家な一面もある。これまでのシリーズと同様に運動能力はそれほど高いわけではないが、卓球大会のように「魔法を使っても良い」というルールであれば別。25話にてプレーズに「男装が似合いそう」と言われており、シンデレラの劇では王子様役を担う。
ラブラ
声 - 沢城みゆき
宝石を出現させた相手：華山るるか、まちこ
シロクマ（ポーラベアー）の女の子。まだ赤ちゃんで、甘えん坊な性格。普段はエンジェラとローサと一緒にいる。口癖は「〜ラブ」。よくエンジェラの背中をローサと取り合っている。可愛い見た目とは裏腹に腹黒さを見せることも多い。副業で漫画の編集長もやっている。漢字はあまり読めない。4話では魔法の宝石を出すためにるるかと仲良くしていたが、るるか本人に「甘えてるだけ」と指摘され反省した。後にるるかとはちゃんと仲良くなっており、頻繁にメールを送るほど懐いている。
エンジェラ
声 - 豊崎愛生
宝石を出現させた相手：浅野匠（3回）、近衛ねね
アルパカの女の子。マイペースでのんびり屋だが、面倒見が良い性格。公式のキャラクター設定同様、お花を育てるのが大好き。時折辛辣な物言いをする。浅野のことを「浅野先輩」と呼んでいたが、ある一件以降は「たっくん」と呼ぶ。口癖は「〜パカ」。
ローサ
声 - 茅野愛衣
宝石を出現させた相手：和泉川涼子、アリサ先生
新人ジュエルペットのエゾヒグマの女の子。小柄だが、ラブラよりはやや大きめに描かれている。よくエンジェラの背中をラブラと取り合っている。
キャラが固まっていないことにコンプレックスを抱いているが、縁の下の力持ちで一生懸命な性格。敬語で喋るが、「〜がよいです」、「〜ろさ」など独特な言い回しをすることが多い。本人は自信なさげだが演技派であり、シンデレラの劇ではイジワルな姉役を見事に演じた。また、「ガーネットは褒めて伸ばす」という黒い一面を見せることも。さくらんと見た目が似ている。ジュエルカフェで働く前はヒグマの学校に通っていた。潜在的に自身の数十倍の体格をもつヒグマを投げ飛ばすほどの怪力を持っているが、普段は非力でジュエルポッドより重いものを持ったことがない。ラブラ同様、漢字はあまり読めないが、難しい言葉遣いをする時も稀にある。ナンパは基本お断り。

#### その他（準レギュラー・ゲスト）
オパール
声 - 沢城みゆき
宝石を出現させた相手：平和泉、マスター
ユニコーンの女の子。初登場は第1話だがルビーたちと同行するのを面倒くさがり、ジュエルチャームに戻った。その後は時々登場した以外は夏休みまで眠っていた。ロック喫茶のマスターが淹れるスペシャルブレンドを眠気覚ましに飲む習慣がある。前作同様プライドが高い性格だが、一方で面倒見がいい所もあり、前作よりは高飛車な部分は抑えられている。直接の描写はないが、彼女とカイトとルナはジュエルペットカフェの常連客。口癖は前作同様「〜ったら」。
イオ
声 - ささきのぞみ
宝石を出現させた相手：北島のばら
ロップイヤーの男の子。1話ではゲームのやりすぎによる寝不足という理由でジュエルチャームに戻った。前作と同じく焼きそばパンが好きだが、オパールの子分ではない。語尾は、これまで同様「〜ダッチ」。
ジュエルペットカフェの人生相談で話をきいてもらうほど犬に間違えられることを気にしており、まりえに一発でうさぎと分かったもらえた時は嬉しそうにしていた。同じウサギのルビーからも犬だと思ってわれており、「何でルビーまでその反応ダッチ」とツッコんでいた。
林間学校でまりえと卓球大会に出ている。その直後に迷子になっており、のばらに拾われ一緒に暮らすことになる。反論するタイミングを逃してしまったためしばらくは女の子ワンコとしてのばらと接しており、語尾も「〜ダッチワン」となっていた。最終的に誤解は解けた。のばらと暮らすようになってからはまりえ一行といることが多く、駅伝にも自ら参加した。
女の子に間違われる原因となっている胸のアクセサリーは本人曰く蝶ネクタイで、リボンではないらしい。
サンゴ
声 - 清水愛
宝石を出現させた相手：近衛ねね、多数
茶トラ猫の女の子。 保健室のナースをしており、自称「保健室のナイチンゲール」。スィーツが大好き。口癖は「〜にゃん」。ローサ・さくらんと「和スウィーツエンジェルごくろ〜さん」というユニットを組んでいるが、他の2人との共通点がないことに悩んでいた。
ディアン
声 - 福山潤
宝石を出現させた相手：多数
メインクーンの男の子。非常にテンションが高い性格。ローズコンテストの司会として初登場。第22話では野菜ソムリエとして再登場した。
ペリドット
声 - 甲斐田ゆき
宝石を出現させた相手：あやめ、多数
パピヨンの女の子。ルビーの友達で占い師をしており、占いが当たらなったが、ハッピネスがかかったミカン占いを始めたところ当たるようになった。これまで仕事が長続きせず、占い師になってからも「元を取らなければ」と悲嘆にくれていた。以前、あやめの子守をしていたが、幼稚園に入園したため子守しなくなった。ルビーをツッコミにさせるほどのボケ。移動ジュエルペットカフェの経営に失敗したことがあった。前作同様、耳をバタつかせて浮遊することが可能。西洋かぶれなしゃべり方で語尾に「〜デ〜ス」をつける。
チャロット
声 - MAKO
宝石を出現させた相手：餅田むつみ、女の子
ミツバチの女の子。ジュエル学園の警備員をしている。はちみつが好物。口癖は「〜っちゃ」。
ダイアナ
声 - 宍戸留美
宝石を出現させた相手：袴田サチ、多数
マンチカンの女の子。宝田学園の応援団長を務め、当初はサチを騙して利用しようとしていたが最終的には心の絆をつくり宝石を出現させた。その後は運動会の楽しさを教えるべく流離うようになった。
再登場の第42話では赤い月の魔力でサチ共々うつ状態になってしまい駅伝を棄権するが、TVでちありが頑張っているのを見て出場を決めた。このときは語尾に「〜（だ）し」がつく喋り方になっていた。
カイト
声 - 沢城みゆき
ジャック・ラッセル・テリアの男の子。子供たちと一緒に三輪車に乗って遊んでいるシーンが初登場。その後、花園まりえに卓球のペアを持ちかけられたが、彼女の迫力に恐れをなし穴を掘って逃げた。第30話では不良として再登場。語尾にこれまでと同様「ワン」をつけるが、第30話以降は「バウ」になっていた。
ミルキィ
声 - 内海慶子
宝石を出現させた相手：ドラゴン
チワワの女の子。ドラゴンが産まれたばかりの頃から世話をしていた。赤い月の魔力でおかしくなったドラゴンを元に戻すと同時にドラゴンとの間に宝石を出現させた。これまでと同様、口癖は「〜ですぅ」
フローラ
声 - 金田アキ
宝石を出現させた相手：平和泉
ヒツジの女の子。山の上の牧場で働いており、ジュエルペットカフェの乳製品の材料は彼女が持ってくる。言葉遣いが間違っているところがあり（「おいしい」を「おそろしい」、「働く」を「腹裂く」など）、口癖は「〜モコ」。
ルナ
声 - 宍戸留美
宝石を出現させた相手：北島のばら
ネザーランド・ドワーフの女の子。郵便配達の仕事をしている。しっかり者。まりえのことを親切ガールと信じて疑わない。彼女とオパールとカイトはジュエルペットカフェの常連。これまでと同様、語尾に「ダナ」をつける。
チターナ
声 - 江里夏
宝石を出現させた相手：あずさ先生
シマリスの男の子。お笑い芸人で、「じゅえりんぱ」という一発ネタで流行語大賞グランプリを受賞している。しかしジュエルペットにしかウケない。これまでと同様、語尾に「でちゅ」をつける。
トール
声 - 竹内順子
宝石を出現させた相手：毛利十四朗
アメリカンショートヘアの男の子。自然を愛するネイチャリスト。「一匹狼」を自称するが、サフィーに「猫だけど」、ガーネットに「しかもイエネコ」とツッコまれた。魔法の宝石には興味ないが、毛利と心を通わせ宝石を出現させたときは喜んでいた。前2作と違い、口調は普通に戻っている。
ジャスパー
声 - KENN
宝石を出現させた相手：華山るるか
チーターの男の子。メカニックエンジニアの仕事をしている。言い回しが少しキザ。
コール
声 - 上田燿司
宝石を出現させた相手：ユミカ
カピバラの男の子。街のマッサージ店で働いている。マッサージ店以前にもラーメン屋やネイルサロンなど多数の店を自営業でやっていたが、どれも長く続かず潰れている。マッサージ店も潰れた時に赤い月の魔力で操られた人形ドロシー（声 - 堀中優希）を拾い、彼をベタ褒めするため「エンジェルちゃん」と名付けて持ち去る。その後、持ち主のユミカに人形を返す。その後はパン屋を立ち上げた。今回も語尾は「ヤミ」。
コハク
声 - 皆川純子
宝石を出現させた相手：真田幸介
柴犬の男の子。イケメンになろうと、高等部のイケメン4人組（真田、毛利、浅野、平）に弟子入りする。
プレーズ
声 - 岩村愛子
宝石を出現させた相手：あずさ先生
トイプードルの女の子。芸術を学ぶため、パリに留学していた。今作ではフランス語まじりの口調で話し、語尾に「プレ」をつける。
カイヤ
声 - 酒井香奈子
宝石を出現させた相手：近衛ねね
シャムネコの女の子。モデルをやっており、美しさを「カイヤビューティー」という尺度で計る。カイヤビューティーレッスンに皆が疲れてしまったことを気にしていたが、ねねのアドバイスで楽しむ気持ちの重要さに気が付いた。昔は根暗で自信がなく、いつもひとりぼっちだったらしい。
キング
声 - 木内秀信
宝石を出現させた相手：まちこ
フレンチ・ブルドッグの男の子。初登場は第27話で、チェス対戦の司会を務める。第43話で再登場、赤い月の魔力で暴走するがまちこの漫画で目を醒ます。
リン
声 - 原嶋あかり
宝石を出現させた相手：華山るるか
インコの女の子。越冬のための渡りをする秋に現れてイタズラをする。これまでと同様、語尾に「〜リン」と付けるが、声優は早川真由から変更された。
アクア
声 - 岡野浩介
宝石を出現させた相手：餅田むつみ
クマノミの男の子。龍宮城で働いている。これまでと同様語尾に「〜ギョ」と付ける。
タータ
声 - 竹内順子
宝石を出現させた相手：月影ちあり、真田幸介
リスザルの男の子。初登場は第6話で、この時はセリフなしのモブ。第30話ではセリフ付きで不良として再登場した。第40話では不良から足を洗おうとしていたが、そこを赤い月に狙われ巨大化するも、ちありと真田によって助けられる。
ラピス
声 - 竹内順子
宝石を出現させた相手：保健室の先生、華山るるか
ロシアンブルーの女の子。第30話でカイト、タータと共に不良ジュエルペットとして初登場。この時は「ム〜ン」としか言わなかった。
第34話で再登場。「裏社会のクイーン」を名乗り、当初から赤い月の魔力でおかしくなっていた。ジュエルペットカフェを潰そうと画策したり、ジュエル学園を乗っ取るなど赤い月の手足として動いていた。過去に船乗り（現在の保健室の先生）と恋に落ち、後に船出する彼と再会の約束を交わすが、それ以降彼は帰ってくることはなく、恋の思い出も心の裏に隠したことから「裏」にこだわるようになった。最終的には保健室の先生と再会でき、赤い月の魔力が解け魔法の宝石を出現させた。今回のラピスが第30話の不良と同一人物かどうかは不明。
ラルド
声 - 土屋真由美
宝石を出現させた相手：山田アーペル
パンダの男の子。初登場は第5話で、それ以降も度々セリフなしのモブとして登場している。気分によって人間と同様の言葉を話すこともある。サーカス芸が得意。これまでと同様、他のジュエルペットより体格が大きいが、体のサイズを自在に変えることができる。
ネフライト
声 - 尾崎恵
宝石を出現させた相手：多数
ウェルシュ・コーギーの男の子。あちこちを旅し、各地の方言が入った口調で話す。旅する以前は前作と同様「ゲロッパ」を語尾につけていたが、今でも時折言う。サフィーに片思いし、赤い月の魔力でサフィーが操られた時は共に悪事を働いて彼女だけを悪者にしないように庇った。
アメリ
声 - 悠木碧
宝石を出現させた相手：毛利十四郎、近衛ねね
ジャンガリアンハムスターの女の子。ひまわりが大好き。ドジな性格。サンタクロースが煙突から入ることを知らないなど、一般常識にはやや疎い様子。コーヒーには砂糖とミルクをいっぱいいれて飲む。クリスマスの手伝いの最中に赤い月に操られてしまう。語尾に「〜なり」を付ける。
ユーク
声 - 吉田仁美
宝石を出現させた相手：平和泉
ビーグルの男の子。普段は雪国を旅しており、雪のアーティストとして活躍している。幼い頃に謎のジュエルペットの少女（正体は幼少時の平和泉）に手袋を貸してもらい、以降それを返すために少女を探していた。
アレク
声 - 五十嵐裕美
宝石を出現させた相手：北島のばら
スコティッシュフォールドの男の子。森の小屋に一人で住んでおり、魔法の宝石の研究をしている。外に出るのを拒んでいた。赤い月の影響で人格が変わった際はのばらと共にまりえをこき使っていた。
グラナイト
声 - 田丸篤志
ホワイトライオンの男の子。UFOに乗って相棒のウチュージンと共に宇宙を旅している。

### スウィーツペット
さくらん
声 - 日高里菜
ヒグマの女の子。

### ジュエル学園

#### 中等部
月影ちあり（つきかげ ちあり）
声 - 潘めぐみ
宝石を出現させた相手：ルビー、ガーネット、タータ
人間側の主人公。ジュエル学園中等部の3年生。前向きで明るい性格だが悪運体質で、よく物に当たって転んだり、落とし穴にはまったりしている。そのため、テレビや携帯アプリの占いでの「今日の運勢」を気にしている。
チアリーダーのように元気で明るい子であり、たった一人でも応援してくれる誰かが居てくれたら頑張れる、そして大切な人を応援する子に育ってほしいという親の願いから、ちありと名付けられた。
第40話では小さい月の声が聞こえるようになった。
終盤では他の多くの人物がアンハッピネスに洗脳される中、ルビーと共に洗脳されずにいた。何度も真田からの言葉によりアンハッピネスに洗脳されかけるが、ルビーによって阻止される。アンハッピネスに洗脳された人たちと共に赤い月へと向かう真田から別れを言われて落ち込んでしまうが、ルビーの励ましによって立ち直った。そしてパロマから言われた忘れてはいけないことをちあり自身が「どんなことがあっても、みんなのことが好きでいられること」であると答えを導き出した。
その時に出現した特大の魔法の宝石の力とルビーとの合体魔法でアンハッピネスに洗脳されていた人たちを元の状態に戻した。だが、真田だけが洗脳が解けておらず、ルビーが連れ去られてしまう。そしてルビーを助けるためにサフィー・ガーネット・ラブラ・ローサ・エンジェラの合体魔法によりエンジェルチアガールに変身し、虹の道を使って赤い月へと向かった。
2015年放送の『ジュエルペット マジカルチェンジ』ではハッピネス仕様のルビーとの通話時に登場した。
近衛ねね（このえ ねね）
声 - 葉山いくみ
宝石を出現させた相手：サフィー、サンゴ、カイヤ、アメリ
ちありの親友でルームメイト。中学3年生。デパート王と呼ばれるほどのグループ会社の令嬢。普段はおっとりした性格だが、時にはリーダーシップをとることがある。現在、経営危機に陥ったデパートの再建を任されている。
華山るるか（はなやま るるか）
声 - 相沢舞
宝石を出現させた相手：ラブラ、ジャスパー、リン、ラピス、エンジェラ
ちありとねねの親友でルームメイト。中学3年生。サバサバとした姉御肌な性格。面倒見が良く、他者を叱る場面も多い。ノリは良いがよくツッコミに回っている。サフィー同様、お化けが苦手。浅野といい感じだが、明確な恋愛描写は無い。高校生になってからは髪型がおさげになっている。
花園まりえ（はなぞの まりえ）
声 - 清水愛
中学2年生。ちありをライバル視している。高飛車で気が強い性格のお嬢様。魔法の宝石の噂を聞き、それを手に入れ自分も可愛くなるため、日々奔走している。
第10話で赤い月の魔力によって操られ、ルビーとちありの宝石を盗もうとした。七五三の時に犬におしっこを引っ掛けられて以来、犬を嫌悪している。回文が得意。学校での生物の成績はトップであり、カピバラの生態にも詳しい。
北島のばら（きたじま のばら）
声 - 平野綾
宝石を出現させた相手：ルナ、イオ、アレク
まりえの友人で取り巻き。中学2年生。裾の長いブレザーと前が見えないくらいの前髪とみつあみを編んでいる。いつもまりえと行動して、彼女を賞賛している。口癖は「〜でしゅ」。
小学生の頃、「イオ」というメスの犬を飼っていた。当時は引っ込み思案で友達がいなかったが、イオのおかげで友達ができるようになった。犬の方のイオは彼女が小学五年生の時に他界するが、彼女は今でも家族の一員と思っており、ジュエルペットのイオを拾った時は運命だと語っていた。また、小学生の時はカエルを平気で触っていたため周りの生徒から気味悪がられたが、まりえだけは彼女の趣向を否定しなかったため、以後まりえの人格に惚れ友達になる。
餅田むつみ（もちだ むつみ）
声 - ささきのぞみ
宝石を出現させた相手：チャロット、アクア
まりえとのばらのルームメイト。中学2年生。おっとりしてのんびりとした性格。通称「むっちゃん」、お菓子好きでよく食べたり、常にお菓子を持ち歩いている。彼女の魔法の宝石は、いずれもジュエルペットにお菓子をあげたことに対するお礼となっている。
小学生の時に「花園まりえ」「北島のばら」のクラスメートになっている（のばらの友達記念日〈カエルの騒動〉の時には）。
和泉川涼子（いずみかわ りょうこ）
声 - 赤﨑千夏
宝石を出現させた相手：ローサ
ちありたちのクラスメイト。中学3年生。報道部に所属している。
袴田サチ（はかまだ サチ）
声 - 藤井ゆきよ
宝石を出現させた相手：ダイアナ
ちありたちのクラスメイト。運動が苦手な女の子。
まちこ
声 - 斎藤彩夏
宝石を出現させた相手：ラブラ、キング
ちありたちのクラスメイト。いつも漫画を書いている女の子。編集長のラブラにはたびたび原稿を突き返されている。

#### 高等部
高等部四人の苗字は戦国時代の武将が元ネタとなっている（平のみ「平良兼賢」）。
真田幸介（さなだ こうすけ）
声 - 細谷佳正
宝石を出現させた相手：コハク
ちありの憧れの先輩。食通なのか、たびたび食のうんちくを披露する。毛利とは幼馴染。ルビーからは「さなやん」と呼ばれている。
毛利十四郎（もうり じゅうしろう）
声 - 福山潤
宝石を出現させた相手：トール、アメリ
真田の友人で幼馴染。スポーツ万能で運動部全般に所属しており、よく助っ人に呼ばれる。運動をするときなんかは髪を結わえている。よくリストバンドをつけている。ねねに淡い恋心を抱いている。
幼馴染（真田）のイタズラ（ピンポン玉が目玉に見えたこと）がきっかけで、トラウマとなり卓球ができなかったが、ピンポン玉を団子（トールの助言）と思って克服した。団子はこしあん派。皿回しが上手い。
赤い月に洗脳された際はスピンしながらリボンを回すようになっており、洗脳がとけた後もスピンが異常に速くなっていたらしい。
浅野匠（あさの たくみ）
声 - 木村良平
宝石を出現させた相手：エンジェラ（3回）
真田の友人。成績優秀でチェスが得意。編み物もできる。ゲームが趣味であり、周りのプレッシャーから逃れるために偶然手にしたエンジェラをなでるゲームにハマり、撫ですぎたために腱鞘炎になってしまい成績が下がったことがある。46話から赤い月によってエンジェラに扮してしまう。エンジェラからは「たっくん」と呼ばれている。チェスの大会前に精神を鍛えるためにジョギングをしていた姿が「珍しい」と言われたことから、スポーツはあまりやらないようである。ただし16話にて真田たちとビーチバレーをやっている描写がある。最終話には、語尾に「〜なで」がついてしまう。
平和泉（たいら いずみ）
声 - 沢城みゆき
宝石を出現させた相手：フローラ、オパール、ユーク
真田の友達。ニックネームは「ロジャー」。
小柄。かわいい扱いされるのを嫌がっているが、ジュエルペットなどのかわいいものが大好き。当初はジュエルペット好きを隠そうとしていたがフローラと仲良くなってからは吹っ切れ、好きなものを素直に主張するようになった。幼少期の姿が「美少女ジュエルペット」として噂になった。33話にてジュエルペットカフェの客足が途絶えた際、ただ1人ジュエルペットカフェのことを応援していた。実はヘアカットが得意。20話にてスペシャルブレンドのコーヒーを完成させた。
赤い月に洗脳された時は女装しており、アイドル的存在になっていた。最終話では「甘いものサイコー」と言っていた。

#### 教職員
あずさ先生
声 - 茅野愛衣
宝石を出現させた相手：サフィー、チターナ、プレーズ
ちありたちの3年担任の教師。花を愛する優しい先生だが、単純なことで感動するほど涙もろい一面がある。
仲が険悪になってしまったルビーとサフィーを仲直りさせたり、嘘を突き通すチターナを助ける、完璧を求めるプレーズに自分の考えを言うなど、ジュエルペットたちにとっても良き先生となっている。
山田アーペル（やまだ アーペル）
声 - 遊佐浩二
宝石を出現させた相手：ラルド
ジュエル学園の教頭。自身を「ジュエル学園の守護天使」と自負しているナルシスト。ジュエリーナ曰く、「雑魚キャラ」。
スワンボートの「クイーン・スワニー号」を愛用しているが、周りからは「おまる」と呼ばれている。
第12話で赤い月の魔力によって操られ、サンゴを拐かしジュエルボックスを手に入れようとするが失敗する。
第32話では自分より目立つジュエルペット・サーカスを廃止しようとするが、その直後の遭難をラルドと共に乗り切り、考えを改めた。
保健室の先生
声 - 上田燿司
宝石を出現させた相手：ラピス
ジュエル学園の保健室の先生。
過去は船乗りでありそこでラピスと恋に落ち、船出の際には再会の印を帆に刻んで出航する。しかし、航海の途中で船は大破したが、幸いにも彼はその時の帆を浮きがわりにしていたため助かった。それ以降、人の命を助ける保健室の仕事をするようになった。現在着ている白衣は、その時の帆で作られている。
田中パロマ（たなか パロマ）
声 - 上田燿司
ジュエル学園の校長。カツラをかぶっている。
正体は魔法使いで、カツラの下にさらにハゲカツラを二重に被り正体を隠していた。何度か影で赤い月の魔力から、ちありたちを守っていた。
魔力を使いすぎると背が縮む。
シャーク先生
声 - 岩崎征実

### その他
ジュエリーナ
声 - 豊崎愛生
ジュエルランドの女王。前作と異なり見た目は幼いがジュエル学園の理事長を務める。
第36話で赤い月の影響で身体が徐々に小さくなって赤ちゃんの大きさまで小さくなり、人形になる前に元の形に戻った。
メグミーナ
声 - 潘めぐみ
ジュエリーナの妹。姉のジュエリーナより大きな体格である。赤い月を何とかしようと、小さな月に来て研究していた。
へこたれない頑張り屋のちありならハッピネスが届くと思い、ずっと落とし穴に落としてハッピネスを送り続けていた。
マスター
声 - 上田燿司
宝石を出現させた相手：オパール
ロック喫茶の店主。
あやめ
声 - 高森奈津美
宝石を出現させた相手：ペリドット
ペリドットが子守りをしていた女の子でバラプリンが好き。
ドラゴン
声 - 下崎紘史
宝石を出現させた相手：ミルキィ
ミルキィと仲良しのドラゴン。赤い月の魔力で暴走してしまう。
真田才蔵（さなだ さいぞう）
声 - 矢部雅史
真田の祖父。
アリサ先生
声 - 茅野愛衣
宝石を出現させた相手：ローサ
ヒグマの学校の先生。あずさ先生の親戚であり、容姿や性格も似ている。
ヤンマー
声 - 遊佐浩二
ヒグマの学校の生徒。ローサの友達だったヒグマ。「わっふー」としか言わない。
なめこ
声 - 福山潤、上田燿司
第5話、第17話、第29話で登場。第17話では学校の理科室でエンジェラと一夜を明かした。
第20話は坂道に岩で立ちはだかる状態で登場。第26話、第36話は巨大な達磨からルビーの魔法によってなめこに変化して登場。
ユミカ
声 - ゆりん
宝石を出現させた相手：コール
しゃべる人形「ドロシー」の持ち主の少女。
ウチュージン
声 - 細谷佳正
本名は「ウーニャ・チューパカ・ジ・チョイナチョイナーン」で、グラナイトの相棒。

## アイテム
ジュエルボックス
声 - 上田燿司
魔法の宝石を集めるための大きな箱。箱の左半分に仕切りがあり、魔法の宝石を20個収めることができる。第21話で新たに右半分にも15個分の仕切りが取り付けられ、ジュエルボックス2にバージョンアップした。さらに第36話では箱の側面に計16個を収めることができる収納スペースが現れた。
魔法の宝石
ジュエルペットが人間と心を通わす時生まれる、心の結晶。宝石は一つ一つかたちが異なっている。
逆に人間とジュエルペットが疑いあうと、既に出た宝石が黒ずんで輝きを失い、ただの石になるという。
魔法の宝石を集めることで「赤い月」の魔力に対抗することができる。
ジュエルポッド
ジュエルペットが魔法を使うとき、使用するスマートフォン型の魔法アイテム。

## 用語
ジュエルランド
本作の舞台。人間とジュエルペットが共存する世界で、過去のシリーズに登場したジュエルランドに比べて現実の世界に近づいた世界観となっている。そのため、本作では所謂「人間界」という概念は登場しない。
ジュエル学園
ちありたちが通う架空の全寮制学校。幼稚部から大学院まで同じ敷地内に存在している。理事長はジュエリーナ。男女共学。
- 制服
  - 小等部
    - 小等部には制服は無く、私服で登校している[22]。

  - 中等部　
    - 女子はベージュ系のダブルブレザーにごげ茶色のスカート。リボンは学年色になっており、1年生はオレンジ、2年生は緑、3年生はピンクになっている。男子は上下こげ茶の詰襟になっている。また、女子の夏服はニットベストとスカートをあわせたスタイルとなっている。

  - 高等部
    - 男子はベージュ系のブレザーにグレーのスラックス。ワンポイントのついた赤いネクタイをあしらう。女子は水色のボレロに、くるぶし丈の水色のジャンパースカートと濃いピンクのリボンを付ける。

ジュエルペットカフェ
ジュエルペットが運営するカフェ。場所はジュエル学園の食堂の隣に建っている。最初はお化け屋敷のような廃墟だったが、宝石が集まったことで内装が素敵になった。その後ジュエルペットたちの願いでもっと素敵になり、食堂と合体した。
合体後の内部構造は1階はカフェ、2階は食堂、3階は講堂となっており、古いジュエルペットカフェはジュエリーナのオーナールームとなっている。エンジョイハッピーショーなどのイベントはたまにしか開催されず、カフェの売上金は、ねねのデパートから取り寄せた高級食材にほとんど使っている。
ジュエルカフェの噂
ルビーがカフェの宣伝のために広めた噂。内容は「ここに来ると、女の子（魔法の宝石で魔法少女化したちあり）が可愛くなった」というもの。しかし、まりえはそれに魔法の宝石が関わっていると思い、それを手に入れようとしている。
赤い月
第10話以降に現れた赤く染まっているしかめっ面模様をした月。魔力があり、見た者を不安にさせおかしくさせてしまう。おかしくなっている時は瞳が赤く染まり、悪事を働くか極端にネガティブな性質になってしまう。また、その間の記憶は欠落する。赤い月の魔力に対抗するために、ジュエリーナはジュエルペットたちに魔法の宝石を集めさせている。徐々に魔力が増幅し、第21話以降では昼夜問わず現れ、意志や感情を持ち始めている。しゃべることもできるが、言葉がわかるのはルビーのみ。第35話以降は直接月を見ずとも、特定の個人や個体を狙って魔力を送り込むようになる。
元々は顔のない月だったが、月の掃除当番であったルビーが月の鏡にしかめっ面の顔を落書きしてしまったことにより、月に顔ができた。その顔を地上の人間が気味悪がるようになり、次第にアンハッピネスがたまり赤い月となった。周りもアンハッピネスになればよいという思考をも抱くようになり、終盤では高等部のイケメン4人組を洗脳し「EKメンズ」を結成、彼らを使ってアンハッピネスを増幅させジュエル学園を占領しようとした。鏡の落書きは普通では消えなかったが、パロマ校長のふわふわペンで消すことができ、赤い月は元に戻った。
小さな月
声 - 潘めぐみ
第35話以降に現れた赤い月の隣にいる小さな白い月。赤い月とは違い、ハッピネスのエネルギーを放出する力を持っている。第40話では大きな落とし穴に落ちたちありを助けるためにちありに助言をした。また、小さな月の声はちあり以外には聞こえないようである。
宝田学園
ジュエル学園のライバル校。体育会系の体格の良い生徒が多い。毎年ジュエル学園と合同で体育祭とジュエル駅伝を行う。
ヒグマの学校
遠くのお山にあるヒグマの学校。ローサが通っていた。
ハッピネス
人やジュエルペットが愛や幸福を感じた時に出るエネルギー。目に見え、淡いピンクのハートの形をしている。浴びれば他の人にも幸せを与えられると同時に、赤い月の魔力を打ち消す力がある。第35話以降に現れた小さな白い月からもこのエネルギーは放射されるが、赤い月が隠れるなどで威力が弱まらないと放射されない。サフィーはハッピネスを吸い取り発射する「ハッピネスショット」という装置を開発した。
アンハッピネス
赤い月が発する負の魔力の総称で、ハッピネスの対となるエネルギー。どんよりとした紫色の空気を発する。アンハッピネスが固形化したものもあり、黒くて途轍もなく臭いが磨けば宝石のように輝く。

## スタッフ
- 原作 - サンリオ・セガトイズ
- 監督 - 桜井弘明
- シリーズ構成 - ジュエル学園文芸部
- キャラクターデザイン - 小田嶋瞳、宮川知子
- 美術監督 - 永井桂介
- 色彩設計 - 漆戸幸子
- 撮影監督 - 堀野大輔
- CGディレクター - 佐藤淳也
- 編集 - 中葉由美子、村井秀明
- 音響監督 - 岩浪美和
- 音楽 - 前口渉
- 音楽ディレクター - 甲克裕
- 音楽制作 - エイベックス・エンタテインメント、スマイルカンパニー
- アニメーションプロデューサー - 別府幸司
- プロデューサー - 吉野文、大野亮介、可知秀幸
- アニメーション制作 - スタジオコメット
- 製作 - テレビ東京、テレビ東京メディアネット、ウィーヴ

## 主題歌
第39話まで、オープニング・エンディングともに『光の果てに』。第40話以降は、オープニングが『Run With U』に変更された。
『光の果てに』（オープニング、エンディング〈第1話 - 第39話〉、エンディング〈第40話 - 第52話〉）
作詞 - Satomi / 作曲 - Tetsuro Oda / 編曲 - KAZ / 歌 - フェアリーズ（SONIC GROOVE）
『Run With U』（オープニング〈第40話 - 第52話〉）
歌 - フェアリーズ（SONIC GROOVE）
- エンディングアニメーションは第1話から13話まではフェアリーズの実写ダンス映像を含めた簡易的なものだったが、第14話からは稲垣隆行の演出により、フェアリーズの実写映像にあわせてアニメキャラクターもダンスしているものが用いられている。

## 各話リスト
| 話数   | サブタイトル                        | 脚本            | 絵コンテ            | 演出                | 作画監督                   | 放送日        | 収録DVD-BOX |
| ------ | ----------------------------------- | --------------- | ------------------- | ------------------- | -------------------------- | ------------- | ----------- |
| 第1話  | 魔法の宝石あつめちゃお!             | 高橋ナツコ      | 桜井弘明            | 佐藤まさふみ        | 鶴田愛                     | 2013年 4月6日 | DVD-BOX 1   |
| 第2話  | 消えちゃった〜!                     | 高橋ナツコ      | 福田道生            | 荻原露光            | 松本勝次                   | 4月13日       | DVD-BOX 1   |
| 第3話  | ブレイクでジュエル!                 | 千葉克彦        | 川崎逸朗            | 又野弘道            | 山崎展義                   | 4月20日       | DVD-BOX 1   |
| 第4話  | なかよしらぶ〜!                     | 加藤還一        | 稲垣隆行            | 高村雄太            | 一川孝久 鶴田愛            | 4月27日       | DVD-BOX 1   |
| 第5話  | どうしても欲しい〜!                 | 金杉弘子        | 高柳哲司            | 徐恵眞              | 筆坂明規 金城美保 近藤瑠衣 | 5月4日        | DVD-BOX 1   |
| 第6話  | バラが咲いてる〜!                   | 高橋ナツコ      | 島崎奈々子          | 関野関十            | 川島尚                     | 5月11日       | DVD-BOX 1   |
| 第7話  | なでなでするパカ〜!                 | 福田裕子        | 中村憲由 桜井弘明   | 関暁子              | 森亜弥子 池内直子          | 5月18日       | DVD-BOX 1   |
| 第8話  | ジュエルペット総選挙〜!             | 杉浦真夕        | 名村英敏            | 秦義人              | 野田康行                   | 5月25日       | DVD-BOX 1   |
| 第9話  | うらないプリン〜!                   | 桜井弘明        | 稲垣隆行            | 荻原露光            | 松本勝次                   | 6月1日        | DVD-BOX 1   |
| 第10話 | 赤い月がやな感じ〜!                 | 加藤還一        | 岡本英樹            | 又野弘道            | 山崎展義                   | 6月8日        | DVD-BOX 1   |
| 第11話 | うんどうかいだよ〜!                 | 金杉弘子        | 大久保政雄          | 大久保政雄          | 鶴田愛                     | 6月15日       | DVD-BOX 1   |
| 第12話 | ごくろ〜さんトリオもっち〜!         | 福田裕子        | 川崎逸朗            | 徐恵眞              | 筆坂明規 金城美保 近藤瑠衣 | 6月22日       | DVD-BOX 1   |
| 第13話 | ドラゴンがいる〜!                   | 高橋ナツコ      | 福田道生            | 関野関十            | 一川孝久 大沢美奈          | 6月29日       | DVD-BOX 1   |
| 第14話 | 平くんかっこいい〜!                 | 杉浦真夕        | 森脇真琴            | 関暁子              | 森亜弥子 池内直子          | 7月6日        | DVD-BOX 1   |
| 第15話 | お手紙とどける〜!                   | 加藤還一        | 佐藤まさふみ        | 佐藤まさふみ        | 野田康行                   | 7月13日       | DVD-BOX 1   |
| 第16話 | 波に乗るって〜!                     | 金杉弘子        | 赤城博昭            | 荻原露光            | 松本勝次                   | 7月20日       | DVD-BOX 1   |
| 第17話 | 肝試しだよジュエリンパ〜!           | 福田裕子        | 大久保政雄          | 大久保政雄          | 大沢美奈                   | 7月27日       | DVD-BOX 2   |
| 第18話 | 毛利くん卓球だよ〜♪                 | 杉浦真夕        | 名村英敏            | 秦義人              | 鶴田愛                     | 8月3日        | DVD-BOX 2   |
| 第19話 | さむいよさむいよ〜!                 | 平見瞠          | 島崎奈々子          | 徐恵眞              | 筆坂明規 金城美保 近藤瑠衣 | 8月10日       | DVD-BOX 2   |
| 第20話 | 山に登ってコーヒー豆〜!             | 加藤還一        | 赤城博昭            | 関野関十            | 一川孝久                   | 8月17日       | DVD-BOX 2   |
| 第21話 | アレが足りないらぶ〜!               | 金杉弘子        | 森脇真琴            | 森脇真琴            | 竹内旭 宮川知子            | 8月24日       | DVD-BOX 2   |
| 第22話 | 野菜ソムリエあっぷっぷ〜!           | 高橋ナツコ      | 福田道生            | 高村雄太            | 野田康行                   | 8月31日       | DVD-BOX 2   |
| 第23話 | 弟子入りワンコ〜!                   | 福田裕子        | 島崎奈々子          | 荻原露光            | 松本勝次                   | 9月7日        | DVD-BOX 2   |
| 第24話 | ヒグマの学校なのです!               | 平見瞠 桜井弘明 | 桜井弘明            | 秦義人              | 鶴田愛 加藤壮              | 9月14日       | DVD-BOX 2   |
| 第25話 | プレーズとお芝居〜!                 | 杉浦真夕        | 大久保政雄          | 大久保政雄          | 大沢美奈                   | 9月21日       | DVD-BOX 2   |
| 第26話 | ジュエルペットカフェでビューティ〜! | 金杉弘子        | 名村英敏            | 徐恵眞              | 金城美保 近藤瑠衣          | 9月28日       | DVD-BOX 2   |
| 第27話 | 世界チャピオすごいパカ〜!           | 加藤還一        | 赤城博昭            | 赤城博昭            | 一川孝久                   | 10月5日       | DVD-BOX 2   |
| 第28話 | あおい鳥が飛んで来た〜!             | 福田裕子        | 岡本英樹            | 木村泰大            | 加藤壮 飯田清貴            | 10月12日      | DVD-BOX 2   |
| 第29話 | 欲しがりすぎはダメなのね〜!         | 高橋ナツコ      | 森脇真琴            | 森脇真琴            | 野田康行 竹内旭            | 10月19日      | DVD-BOX 3   |
| 第30話 | ジュエルハロウィ〜ン!               | 横谷昌宏        | 福田道生            | 荻原露光            | 松本勝次                   | 10月26日      | DVD-BOX 3   |
| 第31話 | まりえちゃんにはヒミツでしゅ!       | 金杉弘子        | 佐藤まさふみ        | 佐藤まさふみ        | 鶴田愛                     | 11月2日       | DVD-BOX 3   |
| 第32話 | 食べられちゃったよ〜!               | 加藤還一        | 大久保雅雄 宇根信也 | 大久保雅雄          | 川島尚                     | 11月9日       | DVD-BOX 3   |
| 第33話 | さよならジュエルペットカフェ!       | 杉浦真夕        | 名村英敏            | 徐恵眞              | 金城美保 近藤瑠衣          | 11月16日      | DVD-BOX 3   |
| 第34話 | ジュエル学園なくなっちゃう〜!       | 福田裕子        | 赤城博昭            | 赤城博昭            | 一川孝久 鶴田愛            | 11月23日      | DVD-BOX 3   |
| 第35話 | ハッピネス秘密基地〜!               | 高橋ナツコ      | 山本天志            | 秦義人              | 加藤壮 飯田清貴            | 11月30日      | DVD-BOX 3   |
| 第36話 | 赤ちゃんジュエリーナぶ〜!           | 加藤還一        | 森脇真琴            | 森脇真琴            | 野田康行 竹内旭            | 12月7日       | DVD-BOX 3   |
| 第37話 | 友達がほしいヤミ〜!                 | 金杉弘子        | 島崎奈々子          | 荻原露光            | 松本勝次                   | 12月14日      | DVD-BOX 3   |
| 第38話 | 歌うジュエルクリスマス〜!           | 杉浦真夕        | 佐藤まさふみ        | 佐藤まさふみ        | 鶴田愛                     | 12月21日      | DVD-BOX 3   |
| 第39話 | わすれちゃったよ〜!                 | 横谷昌宏        | 大久保政雄 宇根信也 | 大久保政雄 宇根信也 | 大沢美奈                   | 12月28日      | DVD-BOX 3   |
| 第40話 | ジュエル防衛隊しゅつど〜!           | 桜井弘明        | 木村泰大 桜井弘明   | 木村泰大            | 飯田清貴 加藤壮            | 2014年 1月4日 | DVD-BOX 3   |
| 第41話 | 美少女ジュエルペットどこ〜?         | 加藤還一        | 赤城博昭            | 赤城博昭            | 一川孝久 加藤壮 野田康行   | 1月11日       | DVD-BOX 4   |
| 第42話 | ジュエル駅伝ゴー!ファイト〜!        | 金杉弘子        | 稲垣隆行            | 徐恵眞              | 金城美保 近藤瑠衣 洪範錫   | 1月18日       | DVD-BOX 4   |
| 第43話 | ラストシーンが出てこない〜!         | 横谷昌宏        | 森脇真琴            | 森脇真琴            | 野田康行 竹内旭            | 1月25日       | DVD-BOX 4   |
| 第44話 | キラキラしなくなっちゃった〜!       | 杉浦真夕        | 岡本英樹            | 荻原露光            | 松本勝次                   | 2月1日        | DVD-BOX 4   |
| 第45話 | バレンタインデーご〜ろごろ!         | 福田裕子        | 佐藤まさふみ        | 佐藤まさふみ        | 野田康行 大沢美奈          | 2月8日        | DVD-BOX 4   |
| 第46話 | EKメンズ!ばきゅ〜ん!                | 高橋ナツコ      | 福田道生            | 秦義人              | 鶴田愛                     | 2月15日       | DVD-BOX 4   |
| 第47話 | ブラックジュエル城よいです!         | 金杉弘子        | 名村英敏            | 徐恵眞              | 金城美保 近藤瑠衣          | 2月22日       | DVD-BOX 4   |
| 第48話 | 宇宙から誰か来た〜!                 | 加藤還一        | 稲垣隆行            | 木村泰大            | 飯田清貴 加藤壮            | 3月1日        | DVD-BOX 4   |
| 第49話 | アンハッピネスでスカポ〜ン!         | 福田裕子        | 大久保政雄 宇根信也 | 大久保政雄 宇根信也 | 一川孝久 竹内旭            | 3月8日        | DVD-BOX 4   |
| 第50話 | ハッピネスはわたしが守るガー!       | 横谷昌宏        | 稲垣隆行            | 荻原露光            | 松本勝次                   | 3月15日       | DVD-BOX 4   |
| 第51話 | ちありが変身した〜!                 | 高橋ナツコ      | 赤城博昭            | 赤城博昭            | 野田康行 大沢美奈          | 3月22日       | DVD-BOX 4   |
| 第52話 | 笑い合ったらハッピネス!             | 金杉弘子        | 桜井弘明            | 桜井弘明            | 小田嶋瞳 宮川知子          | 3月29日       | DVD-BOX 4   |

## 放送局

### 日本国内での放送
| 放送地域       | 放送局         | 放送期間                                             | 放送日時                          | 放送系列       | 遅れ日数      |
| -------------- | -------------- | ---------------------------------------------------- | --------------------------------- | -------------- | ------------- |
| 大阪府         | テレビ大阪     | 2013年4月6日 - 2014年3月29日                         | 土曜 7:00 - 7:30                  | テレビ東京系列 | 2時間30分先行 |
| 関東広域圏     | テレビ東京     | 2013年4月6日 - 2014年3月29日                         | 土曜 9:30 - 10:00                 | テレビ東京系列 | 製作局        |
| 北海道         | テレビ北海道   | 2013年4月7日 - 2014年3月30日                         | 日曜 7:00 - 7:30                  | テレビ東京系列 |               |
| 愛知県         | テレビ愛知     | 2013年4月7日 - 2014年3月30日                         | 日曜 7:00 - 7:30                  | テレビ東京系列 |               |
| 岡山県・香川県 | テレビせとうち | 2013年4月7日 - 2014年3月30日                         | 日曜 7:00 - 7:30                  | テレビ東京系列 |               |
| 福岡県         | TVQ九州放送    | 2013年4月7日 - 2014年3月30日                         | 日曜 7:00 - 7:30                  | テレビ東京系列 |               |
| 滋賀県         | びわ湖放送     | 2013年4月27日 - 2014年3月29日 2014年4月6日 - 5月11日 | 土曜 7:00 - 7:30 日曜 5:55 - 6:25 | 独立局         |               |
| 和歌山県       | テレビ和歌山   | 2013年7月10日 - 2014年7月9日                         | 水曜 7:30 - 8:00                  | 独立局         |               |

### 日本国外での放送
時間帯は全て現地時間。
香港
2015年2月15日から2015年9月20日無綫電視翡翠台にて、『寶石寵物V』のタイトルで毎週土曜の17時30分-17時55分、日曜の17時30分-18時00分に放送（2015年4月25日から毎週土曜、日曜の17時30分-18時00分に放送。2015年7月5日から毎週日曜の17時30分-18時00分に放送。）。広東語 & 日本語二ヶ国語放送、繁体字字幕あり。
スペイン
Boing（2015年7月から放送）
メキシコ
Canal de las Estrellas（2015年7月から放送）
ポルトガル
Canal Panda（2015年7月から放送）

## DVD-BOX
発売元：ウィーヴ、販売元：TCエンタテインメントから全4巻のリリース。第1巻のみ4枚組で、第2巻 - 第4巻は3枚組。
- 各巻共通特典

ハッピネススペシャルブックレット、キャスト・スタッフコメンタリー
- 第1巻特典

ノンテロップ前期OP・ED、歴代シリーズのヒロイン5人が集合した『シリーズ5周年記念描きおろしイラストポストカード』を収録。
- 第2巻-第4巻各特典

『まほうのエプロン』プロモーションカード"ちあり"を収録。
- 第4巻特典

ノンテロップ後期OP
- 全巻購入特典

各巻についている応募券を専用応募ハガキに貼って送ると、応募者全員プレゼントとしてDVD-BOX1に封入されている『シリーズ五周年記念描きおろしイラストポストカード』のイラストを使用した非売品グッズが貰える。
| 巻数 | 発売日         | 収録話          | 規格品番  |
| ---- | -------------- | --------------- | --------- |
| 1    | 2013年10月25日 | 第1話 - 第16話  | TCED-1845 |
| 2    | 2014年1月31日  | 第17話 - 第28話 | TCED-1846 |
| 3    | 2014年4月25日  | 第29話 - 第40話 | TCED-1847 |
| 4    | 2014年6月27日  | 第41話 - 第52話 | TCED-1848 |

## 関連商品
前作までの『ジュエルペット』全シリーズと同様に、ショウワノートから、各種文具が発売されている。